# Vocapia Research
Vocapia Research, fost Vecsys Research, este o companie high tech de cercetare și dezvoltare (R&D) specializată în dezvoltarea de tehnologii multilingve pentru tratarea vorbirii, cum ar fi transcrierea vorbirii în text (recunoașterea vocală), sisteme de analiză audio, sisteme de identificare a limbii și a vorbitorilor. Vocapia Research dezvoltă motoare de transcriere multilingvă atât pentru conversații cât și pentru documente de informație (radio, TV, podcast).
Această tehnologie centrală este baza multiplelor aplicații de la sisteme conversaționale la indexarea automatică a datelor audio.
Vocapia Research este situată în polul științific de pe Platoul Saclay, Franța.